# Braunsporstachelinge
Die Braunsporstachelinge umfassen fleischige Stachelpilze mit kompakteren Fruchtkörpern. Das Sporenpulver hat eine braune Farbe (Name!) und die Sporen sind typisch höckerig geformt. Alle Arten sind Bodenbewohner.
Die Typusart ist der Habichtspilz (Sarcodon imbricatus).

## Merkmale

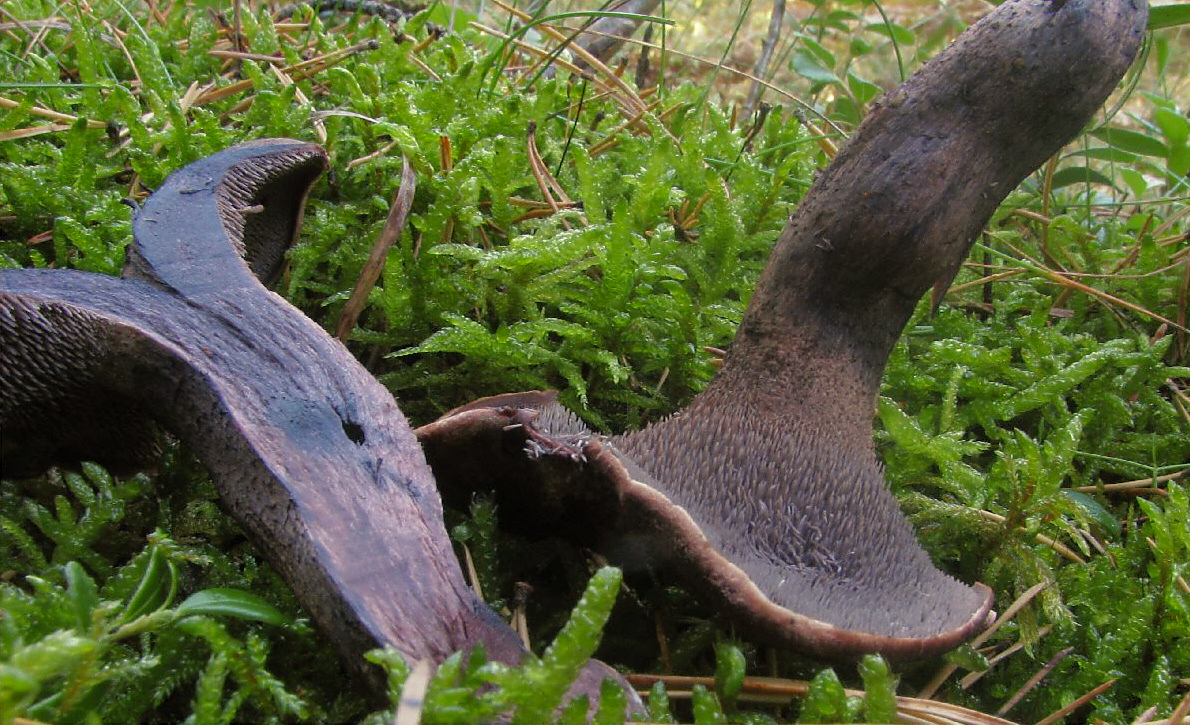
Brennender Braunsporstacheling
Sarcodon fuligineo-violaceus

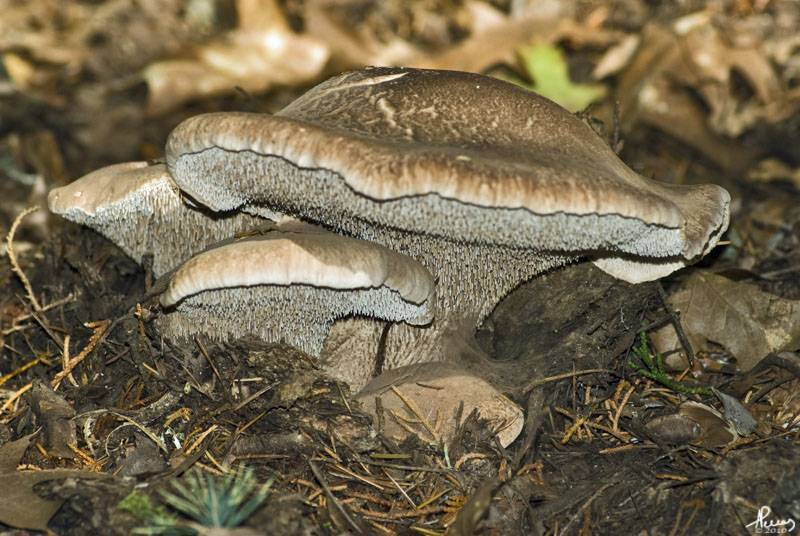
Grünfüßiger Braunsporstacheling
(Sarcodon glaucopus)

### Makroskopische Merkmale
Die in Hut und Stiel gegliederten Fruchtkörper stehen einzeln oder sind miteinander verwachsen. Junge Hüte haben eine samtig-filzige Oberfläche, die später mehr oder weniger verkahlt und teilweise faserig bis schuppig strukturiert ist. Meist haben sie gelbe bis braune Farben. Das Hymenophor auf der Hutunterseite ist stachelig. Die Stacheln sind erst weißlich, bei Sporenreife durch das Sporenpulver dann purpurbraun gefärbt. Stiel und Hut sind überwiegend gleichfarbig. Das Fleisch hat eine fleischig-brüchige, aber keine korkige Konsistenz. Es ist ungezont, nicht duplex und zeigt eine weißliche bis bräunliche, auch rosa bis violette sowie in der Stielbasis mitunter grau-grüne Farbe. Der Geruch ist oft mehlartig, aber nie maggiartig nach Liebstöckl.

### Mikroskopische Merkmale
Das Hyphensystem ist monomitisch. Die Trama besteht aus aufgeblasenen Hyphen mit oder ohne Schnallen an den Septen. An den keuligen Basidien reifen jeweils 4 Sporen heran. Die bräunlichen Sporen sind elliptisch geformt oder haben einen unregelmäßigen Umriss. Sie besitzen eine warzige, höckerige oder mit großen Wölbungen versehene Oberfläche. Zystiden fehlen.

## Ökologie
Braunsporstachelinge leben terrestrisch und sind Mykorrhizabildner. Die Mehrzahl der Arten wächst in Nadelwäldern, aber auch in Mischwäldern und reinen Laubwäldern können Vertreter der Gattung gefunden werden.

## Arten
In Europa kommen rund 20 Arten vor bzw. sind dort zu erwarten:
| \| Deutscher Name \| Wissenschaftlicher Name \| Autorenzitat \| \| -------------------------------------- \| --------------------------- \| ------------------------------------------------ \| \| \| Sarcodon atroviridis \| (Morgan 1895) Banker 1906 \| \| \| Sarcodon cyrneus \| Maas Geesteranus 1975 \| \| Finnischer Braunsporstacheling \| Sarcodon fennicus \| (P. Karsten 1882) P. Karsten 1887 \| \| Brennender Braunsporstacheling \| Sarcodon fuligineoviolaceus \| (Kalchbrenner 1874) Patouillard 1900 \| \| Grünfüßiger Braunsporstacheling \| Sarcodon glaucopus \| Maas Geesteranus & Nannfeldt 1969 \| \| \| Sarcodon illudens \| Maas Geesteranus 1976 \| \| Habichtspilz \| Sarcodon imbricatus \| (Linnaeus 1753 : Fries 1821) P. Karsten 1881 \| \| Violettfleischiger Braunsporstacheling \| Sarcodon joeides \| (Passerini 1872) Bataille 1924 \| \| \| Sarcodon lepidus \| Maas Geesteranus 1975 \| \| Widerlicher Braunsporstacheling \| Sarcodon leucopus \| (Persoon 1825) Maas Geesteranus & Nannfeldt 1969 \| \| Kupferbrauner Braunsporstacheling \| Sarcodon lundellii \| Maas Geesteranus & Nannfeldt 1969 \| \| Orangefüßiger Braunsporstacheling \| Sarcodon martioflavus \| (Snell et al.1962) Maas Geesteranus 1964 \| \| \| Sarcodon mediterraneus \| A. Ortega & Contu 1991 ('1990') \| \| \| Sarcodon regalis \| Maas Geesteranus 1975 \| \| Gallen-Braunsporstacheling \| Sarcodon scabrosus \| (Fries 1836) P. Karsten 1881 \| \| Kiefern-Habichtspilz \| Sarcodon squamosus \| (Schaeffer 1774) Quélet 1886 \| \| \| Sarcodon underwoodii \| Banker 1906 \| \| Orangebrauner Braunsporstacheling \| Sarcodon versipellis \| (Fries 1861) Quélet 1886 \| |                             |                                                  |
| Deutscher Name | Wissenschaftlicher Name     | Autorenzitat                                     |
| | Sarcodon atroviridis        | (Morgan 1895) Banker 1906                        |
| | Sarcodon cyrneus            | Maas Geesteranus 1975                            |
| Finnischer Braunsporstacheling | Sarcodon fennicus           | (P. Karsten 1882) P. Karsten 1887                |
| Brennender Braunsporstacheling | Sarcodon fuligineoviolaceus | (Kalchbrenner 1874) Patouillard 1900             |
| Grünfüßiger Braunsporstacheling | Sarcodon glaucopus          | Maas Geesteranus & Nannfeldt 1969                |
| | Sarcodon illudens           | Maas Geesteranus 1976                            |
| Habichtspilz | Sarcodon imbricatus         | (Linnaeus 1753 : Fries 1821) P. Karsten 1881     |
| Violettfleischiger Braunsporstacheling | Sarcodon joeides            | (Passerini 1872) Bataille 1924                   |
| | Sarcodon lepidus            | Maas Geesteranus 1975                            |
| Widerlicher Braunsporstacheling | Sarcodon leucopus           | (Persoon 1825) Maas Geesteranus & Nannfeldt 1969 |
| Kupferbrauner Braunsporstacheling | Sarcodon lundellii          | Maas Geesteranus & Nannfeldt 1969                |
| Orangefüßiger Braunsporstacheling | Sarcodon martioflavus       | (Snell et al.1962) Maas Geesteranus 1964         |
| | Sarcodon mediterraneus      | A. Ortega & Contu 1991 ('1990')                  |
| | Sarcodon regalis            | Maas Geesteranus 1975                            |
| Gallen-Braunsporstacheling | Sarcodon scabrosus          | (Fries 1836) P. Karsten 1881                     |
| Kiefern-Habichtspilz | Sarcodon squamosus          | (Schaeffer 1774) Quélet 1886                     |
| | Sarcodon underwoodii        | Banker 1906                                      |
| Orangebrauner Braunsporstacheling | Sarcodon versipellis        | (Fries 1861) Quélet 1886                         |